# کریستال آلن

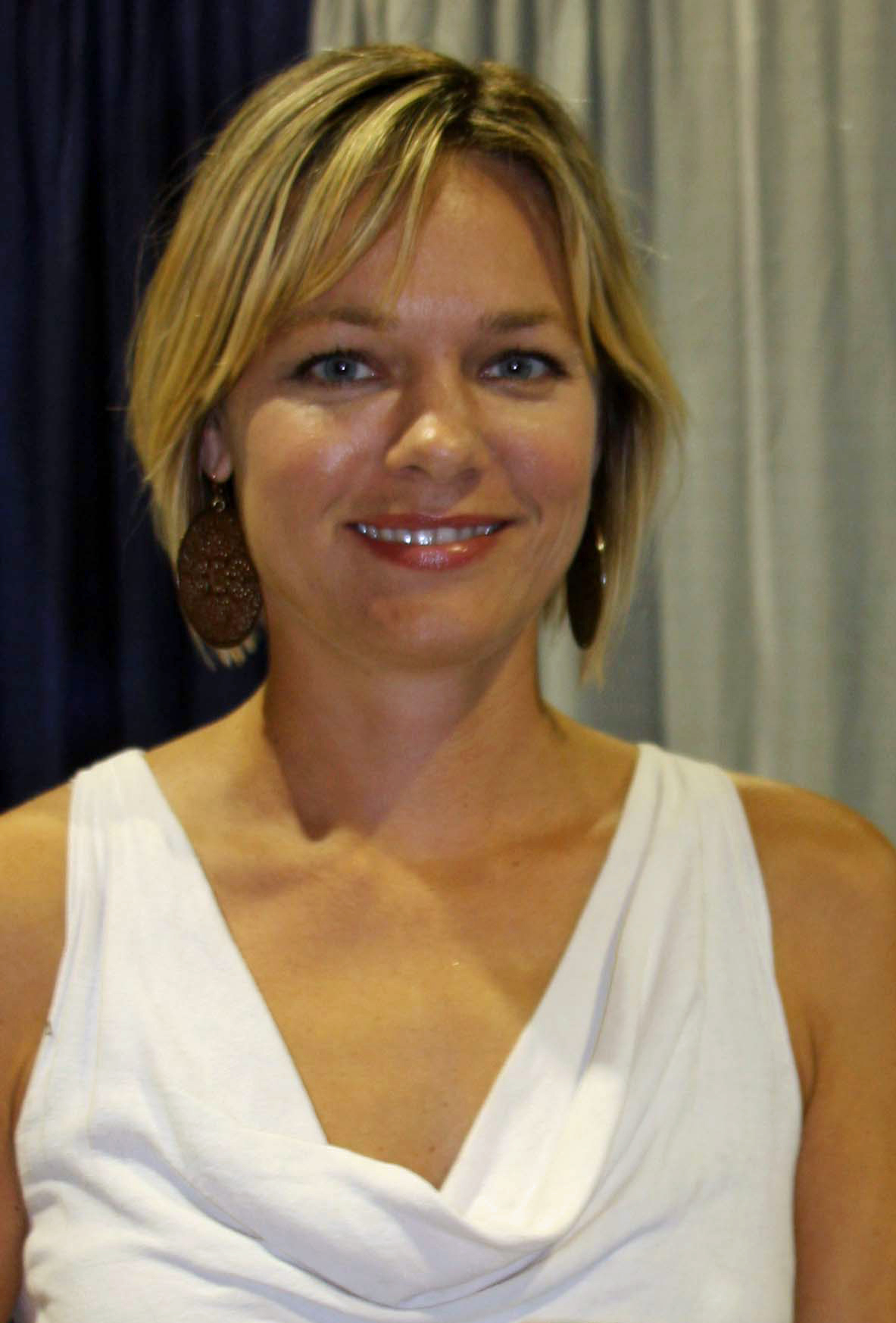

کریستال آلن (انگلیسی: Crystal Allen؛ زادهٔ ۱۳ اوت ۱۹۷۹) یک هنرپیشه اهل ایالات متحده آمریکا است. وی از سال ۱۹۹۹ میلادی تاکنون مشغول فعالیت بوده‌است.

## بخشی از فیلمشناسی
از فیلم‌ها یا برنامه‌های تلویزیونی که وی در آن نقش داشته‌است می‌توان به آثار زیر اشاره کرد.
- لژیونر (فیلم ۱۹۹۸) (۱۹۹۸)
- خدمتکاری در منهتن (۲۰۰۲)
- سکس و سیتی (۱۹۹۹)
- سوپرانوز (۲۰۰۲)
- ان‌سی‌آی‌اس (۲۰۰۳)
- بوستون لیگال (۲۰۰۵)
- جاگ (مجموعه تلویزیونی) (۲۰۰۵)
- پیشتازان فضا: انترپرایز (۲۰۰۵)
- کدبانوهای وامانده (۲۰۰۷)
- آناکوندا ۳: فرزندان (۲۰۰۸)
- فرار از زندان (مجموعه تلویزیونی) (۲۰۰۸)
- آناکونداس: دنباله خون (۲۰۰۹)
- پناهگاه (مجموعه تلویزیونی) (۲۰۱۱)
- کسل (مجموعه تلویزیونی) (۲۰۱۳)
- آناتومی گری (مجموعه تلویزیونی) (۲۰۱۵)